# Haus Gießenbier

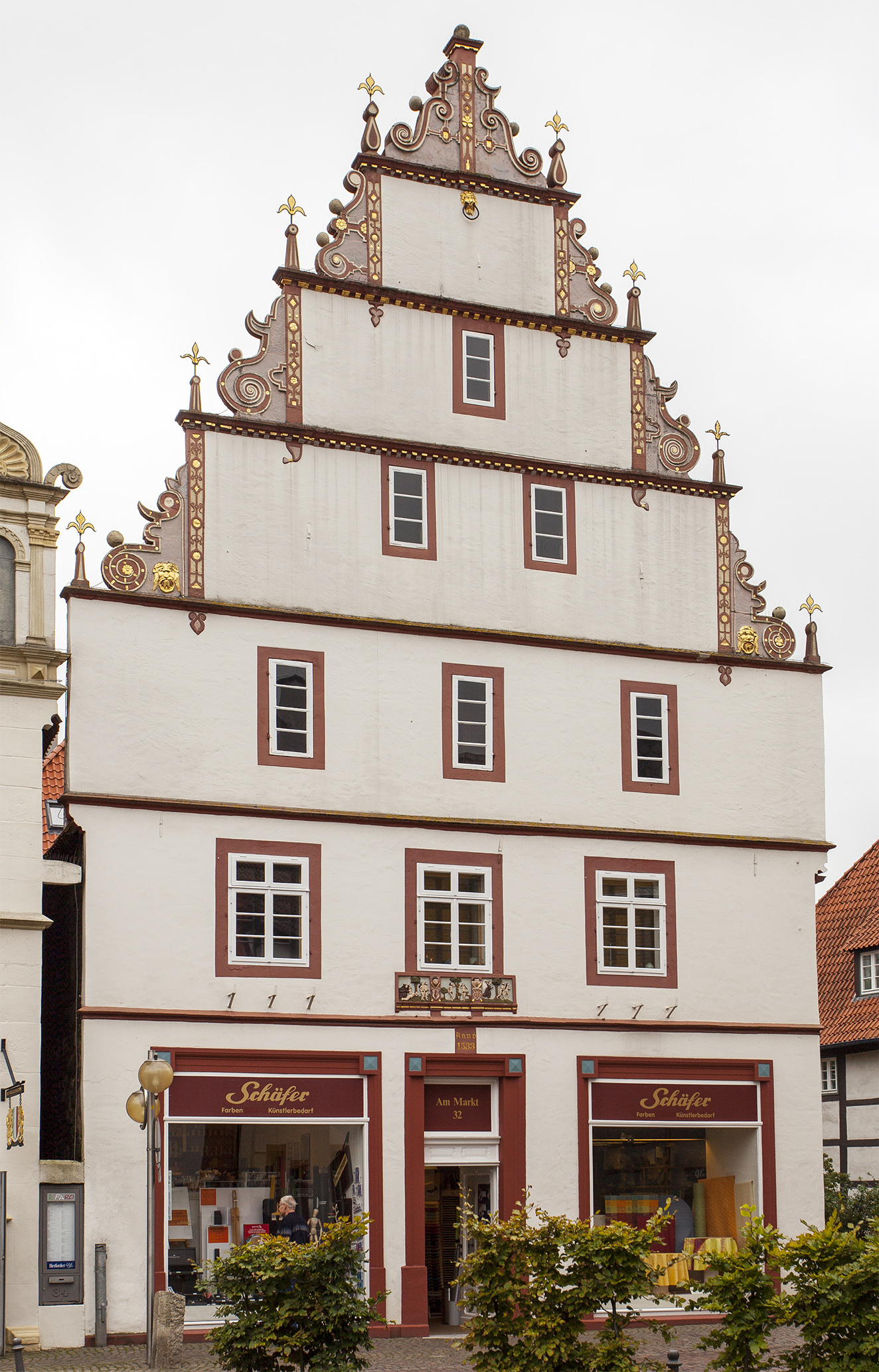
Haus Gießenbier (2013)

Das Haus Gießenbier ist ein mit der Nummer 5 in die Denkmalliste der Stadt Bad Salzuflen im nordrhein-westfälischen Kreis Lippe in Deutschland eingetragenes Baudenkmal.
Die Eintragung erfolgte am 7. April 1986; Grundlage für die Aufnahme in die Denkmalliste ist das Denkmalschutzgesetz Nordrhein-Westfalens (DSchG NRW).

## Lage
Das in der Salzufler Innenstadt stehende Haus Gießenbier befindet sich gegenüber dem historischen Rathaus, direkt an der Salzebrücke, Ecke Am Markt/Otto-Künne-Promenade. Die alte Hausnummer war die 9, die heutige Anschrift lautet Am Markt 32.

## Geschichte
Der Bad Salzufler Bürgermeister Jobst Gießenbier (* 1475 in Salzuflen; † 1552) ließ den zweigeschossigen Bruchsteinbau 1533 im Stil der Weserrenaissance errichten.
Zur Befestigung des Baugrundes nahe der Salze wurden wegen des Treibsands mächtige Eichenpfähle in den Boden gerammt und darauf die Grundmauern errichtet. Dieser Unterbau trägt das massive Haus bis heute, ohne dass auch nur eine Senkung oder ein Riss im Mauerwerk zu erkennen ist.
Mit den Voluten auf den Staffeln des Giebels und den vier Stockwerke andeutenden Kaffgesimsen weist der Bau stilistische Ähnlichkeiten mit dem wenig später erbauten Rathaus auf: Voluten mit bizarren, sichelförmigen Auswüchsen; Staffeln mit Obelisken bekrönt und einem dreifach vertretenen Motiv eines Ringes im Löwenmaul.
Am Haus befindet sich ein Steinmetzzeichen, wie es ebenfalls am Rathaus aber auch am Schloss Stadthagen und am Schloss Neuhaus zu sehen ist – das Haus Gießenbier steht somit zu wichtigen Bauten der Renaissance in Beziehung.

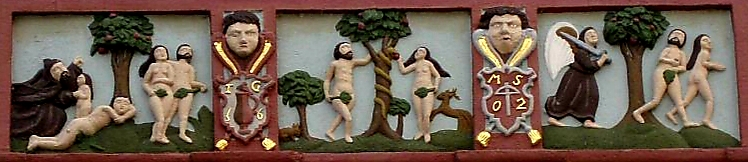
Relief über der Eingangstür

Ein ursprünglich vorhandenes Dielentor wurde vermutlich schon im 18. Jahrhundert durch die zweiflügelige Eingangstür ersetzt. In der Fassade darüber sind auch zwei „sprechende Wappen“ von den Besitzern des 17. Jahrhunderts zu sehen. Der Stein mit der Jahreszahl 1602 und das Relief von der Schaffung der Eva bis zur Vertreibung aus dem Paradies wurden erst nachträglich in die Fassade eingefügt. Sie befanden sich ursprünglich an einer vor 1900 entfernten Utlucht, wohl 1602 erbaut. Das in Fachwerk ausgeführte Giebeldreieck der Rückfront ist jüngeren Datums. Die Dachkonstruktion ist zumindest in Teilen erneuert. An der rechten Traufwand des Hauptbaus sind Werksteingewände des 18. Jahrhunderts zu sehen.
Im Innern sind noch Ausstattungsteile aus dem 19. Jahrhundert vorhanden. Vermutlich um 1900 wurde das Erdgeschoss zur Unterbringung einer gewerblichen Nutzung umgestaltet.
Hinter dem Hauptbau befindet sich ein bedeutender Fachwerkanbau des 16. Jahrhunderts mit eingezogenem Saal und einem darunter befindlichen flachen Keller. Die Fachwerkkonstruktion des Anbaus besteht aus fünf stöckig verzimmerten Gebinden mit Kopf und Fußbändern sowie einem auf geschweiften Knaggen vorkragenden Obergeschoss.
Heute ist das Haus in Besitz der Familie Schäfer, die in dritter Generation ein Geschäft mit Produkten rund um die Themen Farben, Stoffe und Schreibartikel führt.